# George Boyd (piłkarz)
George Ian Boyd (ur. 2 października 1985 w Chatham) – piłkarz występujący w Sheffield Wednesday.
26 marca 2013 roku zadebiutował w reprezentacji Szkocji. Zagrał 90 minut w przegranym 0-2 wyjazdowym spotkaniu z Serbią w ramach eliminacji do Mistrzostw Świata.